# Ceirano 47 CM
Le Ceirano 47 CM est un utilitaire lourd fabriqué et commercialisé par le constructeur italien Ceirano entre 1927 et 1939. Ce sera le second camion lancé par la marque. Il est la version allégée du Ceirano 50 CM.
Le 47 CM était utilisé pour Armée royale d'Italie ainsi que la Regia Aeronautica

## Histoire
Le modèle Ceirano 50 CM fut le premier camion produit par la société Ceirano, peu avant son rachat par Fiat. 
En 1926, l'armée du Roi d'Italie lança un appel d'offres pour remplacer les valeureux Fiat 18 BL et BLR. À la suite des nouvelles règles éditées en 1925 dans le but de pouvoir réquisitionner des matériels civils sans avoir à les transformer, un prélude à l'obligation d'unification des matériels de 1937, les camions lourds devaient afficher une charge utile de 5.000 kg et un poids total en charge ne dépassant pas 10.000 kg. De plus, ils devaient être capables de tracter une remorque de 4.000 kg. Deux entreprises répondirent au concours : S.P.A. avec le type SPA 31 et Ceirano avec le 47 C et le 50 C. Ceirano n'avait jusqu'alors jamais fabriqué de camions, toute sa production étant tournée vers l'automobile. Cependant, la crise que traversait ce secteur poussa l'entreprise à se reconvertir vers les véhicules industriels.
Le Ceirano 47 CM succéda donc au fameux Fiat 18 BL et BLR de la Grande Guerre et restera en service dans l'armée italienne quelques années après la fin de la Seconde Guerre mondiale.
Il sera fabriqué jusqu'en 1939 jusqu'à ce que l'armée italienne reçoive les premiers exemplaires du mythique Lancia 3Ro. Il sera retiré de tous les régiments en 1950 avec la mise en place des nouveaux corps italiens de l'Esercito Italiano.

## Technique
Comme le 50 CM, le châssis était composé de deux longerons en acier mais d'une section légèrement inférieures. Il reposait sur deux essieux. Les suspensions étaient à lames semi-elliptiques. Les roues étaient composées d'un voile plein en acier et non pas de type artillerie avec des pneumatiques pleins. Le moteur, un 4 cylindres à essence Ceirano 47C de 4 720 cm3 monobloc en fonte, avec distribution à soupapes latérales et refroidissement à eau au moyen d'une pompe centrifuge, développait 53 ch à 1 750 tr/min. La magnéto d'allumage était fournie par Marelli et le carburateur était un Zenith 42HA. Le réservoir principal se trouvait sous le siège du conducteur, tandis qu'un réservoir auxiliaire de 20 litres était logé derrière le tableau de bord. La boîte de vitesses était à 4 rapports avant et une marche arrière. Le plateau était en bois avec une bâche de protection sur arceaux, pouvait recevoir 3 tonnes de marchandises.
Comme le Ceirano 50 CM, le 47 CM connaîtra une 2e série en 1931 avec l'adoption d'une installation électrique 12 V avec démarreur électrique. En conséquence, les phares à l'acétylène furent remplacés par des phares électriques. La cabine d'origine, fermée par une simple toile, fut remplacée par une cabine rigide munie d'un pare-brise. Les jantes à voile plein furent substituées par des jantes à voile percées de 8 trous.

## Les versions spéciales
Les châssis des véhicules militaires ont tous fait l'objet d'adaptations pour des usages divers. 
Une version spéciale « Coloniale » fut développée pour une utilisation dans les pays chauds des colonies italiennes d'Afrique. Cette version comprenait une cabine fortement isolée, les filtres à air du moteur et de la ventilation de la cabine renforcés et protégés et l'ajout de râteliers pour les jerricans d'essence et d'eau potable. 
En 1931, le châssis de Ceirano 47 CM fut utilisé pour la réalisation d'un véhicule atelier de dépannage et remorquage. 
Une variante spécialement destinée à l'Armée de l'air du Roi d'Italie a été réalisée. C'était un véhicule de secours pour faire démarrer les moteurs d'avions à l'aide d'une centrale d'air comprimé. Une unité de 1000 litres par minute sous 75 bars a été installée sur un châssis d'un Ceirano 47 CM pour faire démarrer jusqu'à 3 moteurs simultanément.
Le succès fut rapide et en 1908 une centaine de véhicules seront produits dans l’usine turinoise de Corso Dante.